# آثار تغير المناخ على التنوع النباتي
تغير المناخ هو أي تغير طويل الأجل في النمط المتوقع. أي تغيير في المناخ على مر الوقت، سواء كان ذلك بسبب التقلبات الطبيعية أو نتيجة لنشاط الإنسان. تلعب الظروف البيئية دورًا رئيسيًا في تحديد وظيفة النبات وتوزيعها، إلى جانب عوامل أخرى. أن التغييرات في الظروف البيئية الطويلة الأجل التي يمكن أن تسمى باسم التغير المناخي لها آثار هائلة على أنماط التنوع النباتي الحالية؛ من المتوقع حدوث المزيد من التأثيرات في المستقبل. من المتوقع أن يظل تغير المناخ أحد الدوافع الرئيسية للتنوع الحيوي في المستقبل. تساهم أعمال البشر حاليًا في وصولنا إلى الانقراض الجماعي السادس من الانقراضات التي شهدتها أرضنا، ما أدى إلى تغيير توزيع ووفرة العديد من النباتات.

## سياق باليو
مناخ الأرض يتغير باستمرار منذ أن تطورت فيها النباتات لأول مرة. مقارنةً باليوم الحالي، شهدت الأرض مناخًا أكثر برودة ومناخًا أكثر دفئا ومناخًا أكثر جفافًا ومناخا أكثر رطوبة، وتراكيز ثنائي أكسيد الكربون كانت أعلى احيانًا وأقل في أحيان أخرى. ظهرت هذه التغييرات من واضحة على التحول المستمر للنباتات، على سبيل المثال الغابات المغطية لمعظم المناطق في العصور ما بين الجليدية، والأغطية العشبية التي كانت مهيمنة خلال الأدوار الجليدية. لقد ثبت أن التغير المناخي في الماضي كان محركًا رئيسيًا لعمليات الانتواع والانقراض. أفضل مثال معروف على ذلك هو انهيار غابات الكربون المطرية قبل 350 مليون عام. هذا الحدث أهلَك الكائنات البرمائية وحفز على تطور الزواحف.

## السياق الحديث
هناك اهتمام كبير وتركيز في الأبحاث حاليًا على ظاهرة التغيرات المناخية الناتجة من النشاطات البشرية الحديثة، أو الاحتباس الحراري. ينصب التركيز على تحديد التأثير الحالي لتغير المناخ على التنوع الحيوي، والتنبؤ بنتائجها في المستقبل.
العوامل المؤثرة على توزيع ووظيفة النبات المتعلقة بالتغيير المناخي تتضمن زيادة في تركيزات ثنائي أوكسيد الكربون، وزيادة درجات الحرارة العالمية، وتغيير أنماط هطول الأمطار، والتغيير في أنماط الأحداث الجوية «العنيفة» مثل الأعاصير أو الحرائق أو العواصف، نتج عن ذلك توزيع مغاير للأنواع.
نظرًا لحقيقة أن النباتات وبالتالي باقي الأنواع لا يمكنها أن تعمل فيزيولوجيًا، ولا أن تكمل دورة حياتها بنجاح إلا في ظل ظروف بيئية محددة (في الناحية المثالية ضمن مجموعة فرعية من هذه الظروف)، فمن المحتمل أن يكون للتغيرات المناخية تأثيرات كبيرة على النباتات من مستوى الفرد إلى مستوى النظام البيئي أو الحيوم.

### آثار ثاني أكسيد الكربون

الزيادة في نسب ثنائي أكسيد الكربون في الغلاف الجوي للأرض خلال الأعوام الماضية.

تتزايد تركيزات ثاني أكسيد الكربون بثبات لأكثر من قرنين. تؤثر الزيادات في تركيز ثاني أكسيد الكربون في الغلاف الجوي على التمثيل الضوئي للنباتات، ما يؤدي إلى زيادات في كفاءة النبات لاستخدام المياه، وتعزيز القدرة على التمثيل الضوئي وزيادة النمو. زيادة ثاني أكسيد الكربون قد تسببت في «ثخانة الغطاء النباتي» الذي يؤثر على بنية النبات ووظائفه. اعتمادًا على البيئة، توجد استجابات متباينة لارتفاع ثاني أكسيد الكربون في الغلاف الجوي بين «الأنواع الوظيفية» الرئيسية للنبات، مثل النباتات C3 و C4، أو الأنواع الخشبية؛ التي لديها القدرة لتغيير المنافسة بين هذه المجموعات. يمكن أن تؤدي زيادة ثاني أكسيد الكربون أيضًا إلى زيادة نسبة الكربون: النيتروجين في أوراق النباتات أو في جوانب أخرى من كيمياء الأوراق، ما قد يؤدي إلى تغيير تغذية الحيوانات العاشبة. تشير الدراسات إلى أن مضاعفة تركيز ثاني أكسيد الكربون تؤدي إلى زيادة في التمثيل الضوئي في النباتات C3 ولكن ليس في النباتات C4. ومع ذلك، فقد أظهرت الدراسات أيضًا أن نباتات C4 أكثر قدرة على الاستمرار في فصل الجفاف من نباتات C3.

#### آثار درجة الحرارة

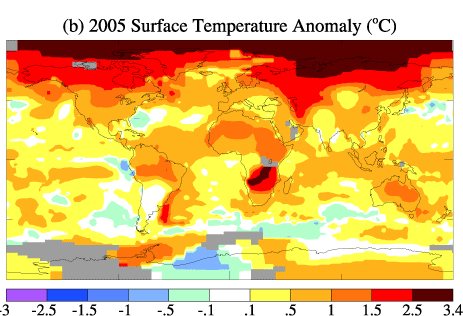
التغير غير الطبيعي في درجات حرارة سطح الأرض السنوية عام 2005 بالمقارنة مع متوسطات الفترة من عام 1951 حتى عام 1980

تؤثر الزيادة في درجة الحرارة على سرعة العديد من العمليات الفسيولوجية مثل التمثيل الضوئي في النباتات، وتوصله إلى الحد الأقصى، يعتمد هذا على نوع النبات. هذه الزيادات في التمثيل الضوئي وغيرها من العمليات الفسيولوجية ناتجة من زيادة في معدل حدوث التفاعلات الكيميائية وتقريباً مضاعفة معدل تحويل المنتج الإنزيمي لكل زيادة 10 درجات مئوية في درجة الحرارة. يمكن أن تكون درجات الحرارة الشديدة ضارة عندما تتجاوز الحدود الفسيولوجية للنبات ما يؤدي في النهاية إلى ارتفاع معدلات الجفاف.
إحدى الفرضيات الشائعة بين العلماء هي أنه كلما كانت المنطقة أكثر دفئًا، زاد تنوع النبات. يمكن ملاحظة هذه الفرضية في الطبيعة، إذ يقع التنوع البيولوجي للنباتات عند خطوط عرض معينة (والتي ترتبط غالبًا بمناخ / درجة حرارة معينة) غالبًا.

#### آثار الماء
الماء حيوي وضروري لنمو النبات، فإنه يلعب دورًا رئيسيًا في تحديد توزيع النباتات. من المتوقع أن تكون التغيرات في هطول الأمطار أقل ثباتًا من التغير في درجات الحرارة وأكثر تباينًا بين المناطق، مع وجود توقعات بأن تصبح بعض المناطق أكثر رطوبة، وبعضها أكثر جفافًا. التغير في توافر المياه يُظهر ارتباطًا مباشرًا بمعدلات نمو الأنواع النباتية واستمرارها في تلك المنطقة.
في ظل قلة عدد المرات التي يتساقط فيها المطر مع كونه أكثر كثافة في المرة الواحدة، سيكون هناك تأثير مباشر على رطوبة التربة في المنطقة. سيكون لانخفاض رطوبة التربة آثار سلبية على نمو النبات، وتغيير في ديناميكية النظام البيئي ككل. لا تعتمد النباتات فقط على إجمالي هطول الأمطار خلال موسم النمو، ولكن أيضًا على شدة وحجم كل حدث هطول أمطار.

### الآثار العامة
لا تعمل المتغيرات البيئية بمعزل عن غيرها، ولكن بالاقتران مع ضغوط أخرى مثل تدهور الموطن الطبيعي لأحد الأنواع، وفقدانها، واستقدام أنواع غريبة يمكن أن تكون أنوعًا غازية. يُقترح أن هذه الدوافع الأخرى لتغيير التنوع البيولوجي ستعمل بالتآزر مع تغير المناخ لزيادة الضغط على الأنواع من أجل البقاء. عندما نأخذ كل هذه التغييرات بنظر الاعتبار، من المتوقع أن يبدو النظام البيئي لدينا مختلف كثيرًا عما هو عليه اليوم.